# Jon-Mirena Landa Gorostiza
Jon-Mirena Landa Gorostiza (Portugalete, 1968) és un jurista, polític i professor universitari basc, catedràtic de Dret penal a la Universitat del País Basc, sent-ne el director de la Càtedra de Drets Humans i Poders Públics de la universitat, i director de Drets Humans del Departament de Justícia del Govern Basc.

## Trajectòria
L'any 1991 es llicencià en Dret a la Universitat de Deusto i l'any 1998 es doctorà en aquesta mateixa matèria per la Universitat del País Basc, amb el premi extraordinari de doctorat.
Fou professor o investigador visitant, entre d'altres, a les universitats d'Hamburg, Heidelberg i al Lauterpatch Centre for International Law de la Universitat de Cambridge. El novembre de 2005 obtingué la beca Von Humboldt de recerca.
Dirigeix un grup de recerca finançat pel Govern espanyol en matèria de penologia amb especial incidència en els delictes d'odi i terrorisme. Col·labora habitualment a EITB, ETB1, ETB2, La Sexta, Berria, Deia i altres mitjans.
Entre l'1 de novembre de 2005 i el 22 de maig de 2009 fou director de Drets Humans del Departament de Justícia del Govern Basc, sota la direcció del conseller de Justícia, Ocupació i Seguretat Social Joseba Azkarraga (Eusko Alkartasuna), sent-ne el lehendakari Juan José Ibarretxe, durant la vuitena legislatura del Govern Basc (2005-2009, coalició PNB-EA).

## Publicacions
Entre les seves publicacions, en destaquen:
- La intervención penal frente a la xenofobia. Problemática general con especial referencia al "delito de provocación" del artículo 510 del Código penal, Universitat del País Basc: Bilbao, 1999, ISBN 84-8373-216-5
- La política criminal contra la xenofobia y las tendencias expansionistas del derecho penal. A la vez una propuesta interpretativa de la "normativa antidiscriminatoria" del CP 1995 y un análisis crítico de la incipiente jurisprudencia, Comares: Granada, 2001, ISBN 84-8444-295-0
- La complicidad delictiva y la actividad laboral "cotidiana". Contribución al "límite mínimo" de la participación frente a los "actos neutros", Comares: Granada, 2002, ISBN 84-8444-561-5
- Zuzenbide penala arrazakeria eta xenofobiaren aurrean. Estatu espainiarraren politika kriminalari buruzko hausnarketa kritikoa, Universitat de Deusto: Bilbao, 2002, ISBN 84-7485-810-0
- Víctimas de vulneraciones de derechos humanos derivadas de la violencia de motivación política, 2009
- Justicia transicional. Propuestas para el caso vasco, Institut Universitaire Varenne, Collection Transition & Justice, 2014, ISBN 978-2-37032-021-6
- Delincuentes peligrosos, Trotta: Madrid, 2014, ISBN 978-84-9879-556-1

### Com a director
- Prisión y alternativas en el nuevo Código Penal tras la reforma 2015, Institut Internacional de Sociologia Jurídica d'Oñati, Col·lecció Dret i Societat, Dykinson: Madrid, 2016, 310 págs. ISBN 978-84-9148-015-0